# Agata Materowicz
Agata Materowicz (ur. 1963 w Warszawie) – polska artystka plastyk.
Absolwentka Studiów Doktoranckich – specjalizacja multimedia Akademii Sztuk Pięknych im. Władysława Strzemińskiego w Łodzi.
Zajmuje się sztuką multimediów: lalką i scenografią do filmu animowanego; malarstwem olejnym, anamorficznym, przestrzennym, ale też w technice olejnej wykonuje portrety, kopie dzieł sztuki. Często jako środek wyrazu artystycznego wykorzystuje fotografię, rzeźbę, grafikę komputerową (artystyczną, projektową i edycyjną). Ilustruje książki i książeczki dla dzieci. Pracowała jako wystawiennik, kurator wystaw i projektant kampanii reklamowych. Autorka lalek, postaci, karykatur i aranżacji przestrzennych z różnych materiałów. Autorka artykułów i publikacji naukowych m.in. na temat prawa autorskiego.

## Życiorys
Uzyskała stopień licencjata z artystycznej grafiki komputerowej w Wyższej Szkole Informatyki i Umiejętności w Łodzi. Posiada dyplom z architektury krajobrazu („Plastyczna rola drzew w kompozycji terenów zieleni”). Ukończyła Studium Reklamy Handlowej w Ciechanowie, uczęszczała też do Studium Architektury w Warszawie. Otrzymała certyfikat ArtCamp Digital Photography / Open Air – International Summer School of Art, University of West Bohemia – Pilzno, a także certyfikat Akademii Fotografii.
Ukończyła studia na Wydziale Sztuk Wizualnych Akademii Sztuk Pięknych im. Władysława Strzemińskiego w Łodzi, uzyskując dyplom z wyróżnieniem. Temat pracy magisterskiej to: „Lalka do filmu animowanego”, wykonana na podstawie obrazu Dziewczyna czytająca list Jana Vermeera, w Pracowni Animacji Lalkowej pod kierunkiem prof. Marka Skrobeckiego oraz „Scenografia malarska do filmu animowanego” w Pracowni Malarstwa i Rysunku prof. Jolanty Wagner. W 2018 została absolwentką studiów doktoranckich – specjalizacja multimedia, na tej samej uczelni: ASP Łódź.
W latach 80. była współzałożycielką, a potem prezesem Klubu Muzycznego im. Anny Jantar „Bursztyn”, w ramach którego organizowała koncerty, wieczory autorskie i wystawy. Honorowymi członkami klubu byli m.in. Jarosław Kukulski, Natalia Kukulska, Eleni Tzoka, Halina Frąckowiak, Romuald Lipko, Zbigniew Hołdys, Marek Karewicz, Michał Rybczyński, Danuta Mizgalska.
W latach 1985–1987 pracowała jako redaktor graficzny i ilustrator dla „Tygodnika Ciechanowskiego”. W roku 1991 była współzałożycielką „Stowarzyszenia Twórców Malarzy i Rzeźbiarzy – Warszawa Stare Miasto”. Instruktorka kursów fotograficznych dla młodzieży „Fotografia uczy widzieć”.

## Nagrody i wyróżnienia

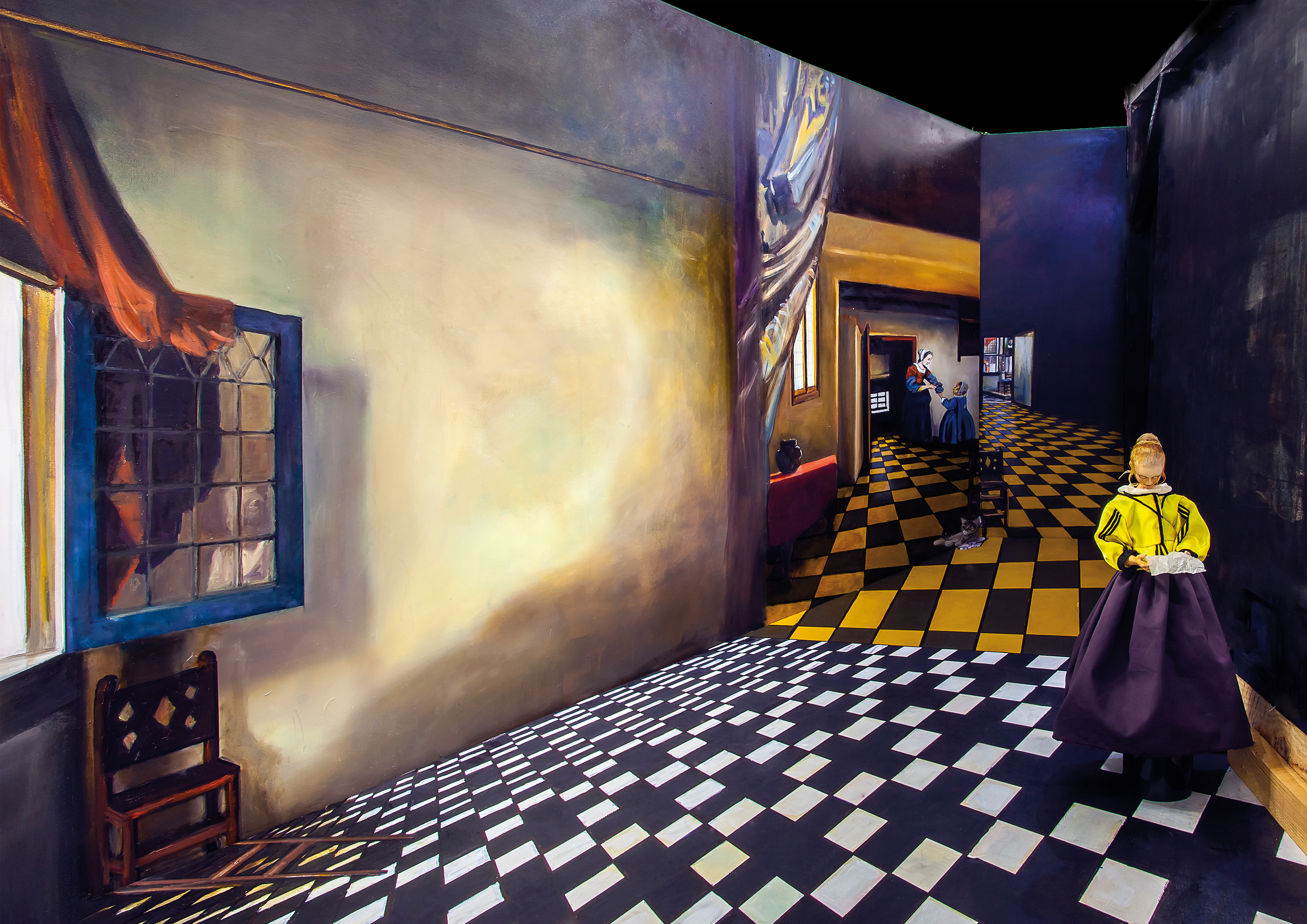
Scenografia malarska i lalka do filmu animowanego pt. Dziewczyna czytająca list, na podstawie obrazu o tym samym tytule Dziewczyna czytająca list, Jana Vermeera (2013)

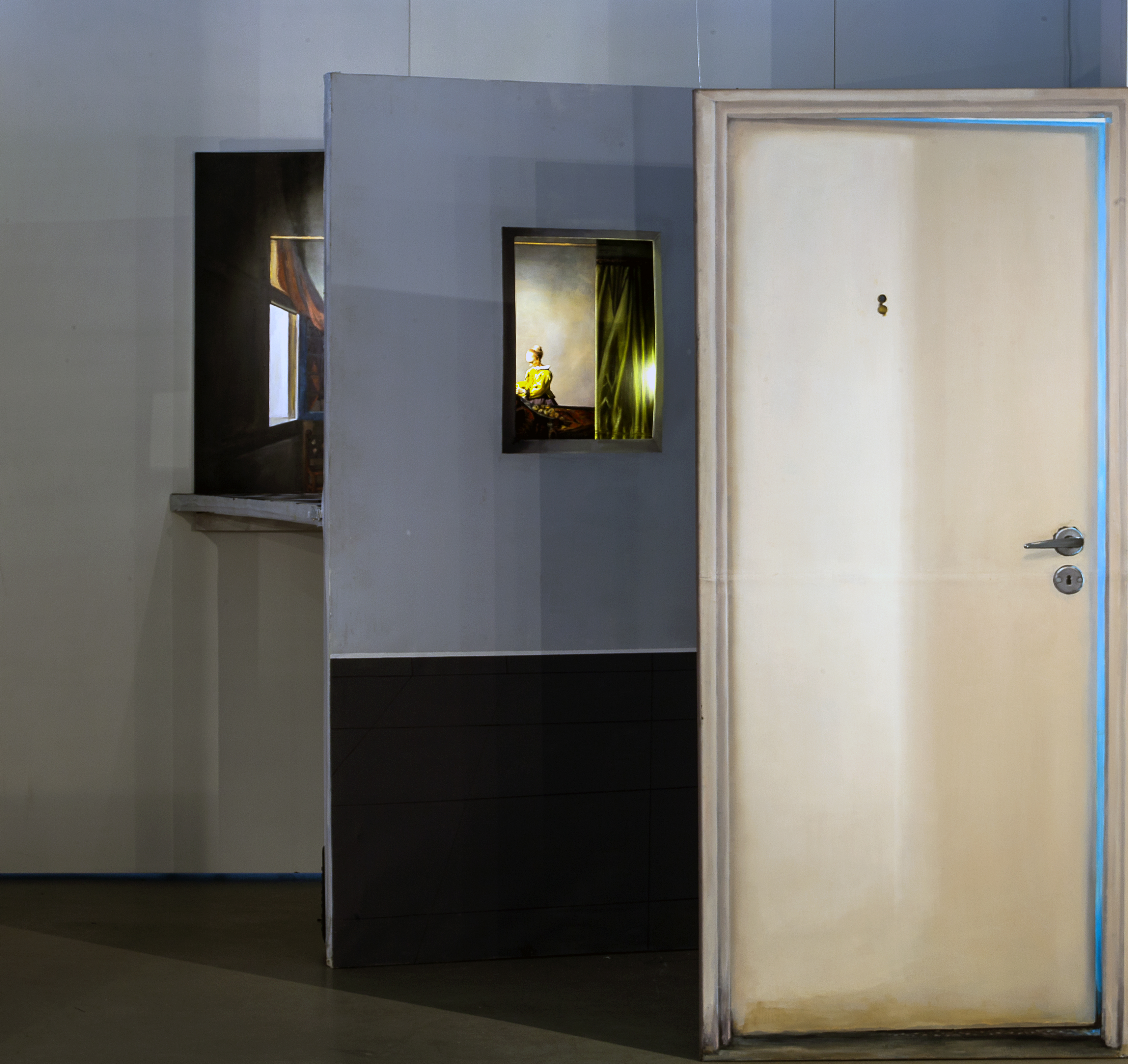
Scenografia malarska i lalka do filmu animowanego pt. Dziewczyna czytająca list, na podstawie obrazu o tym samym tytule Dziewczyna czytająca list, Jana Vermeera (2013)

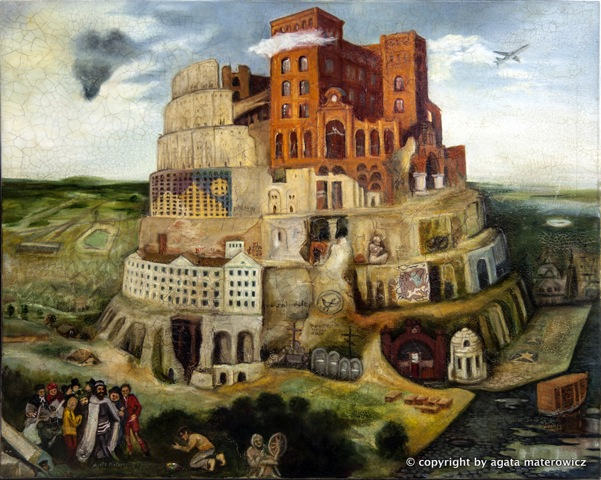
Łódzka Wieża Babel, na podstawie dzieła Pietera Bruegla starszego, Łódź (2012)

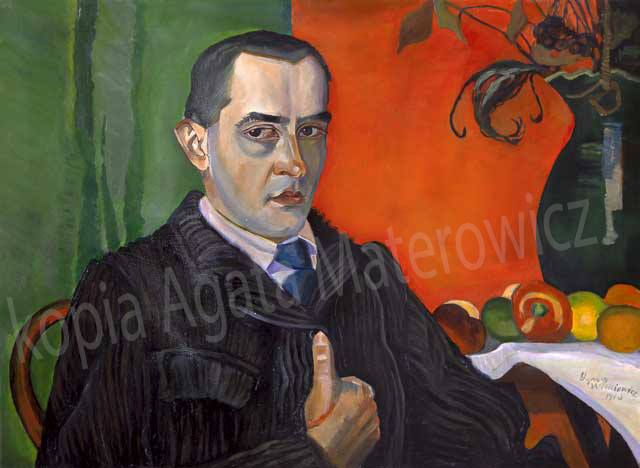
Kopia na podstawie Autoportretu, z 1913 roku, Stanisława Ignacego Witkiewicza, Łódź (2014)

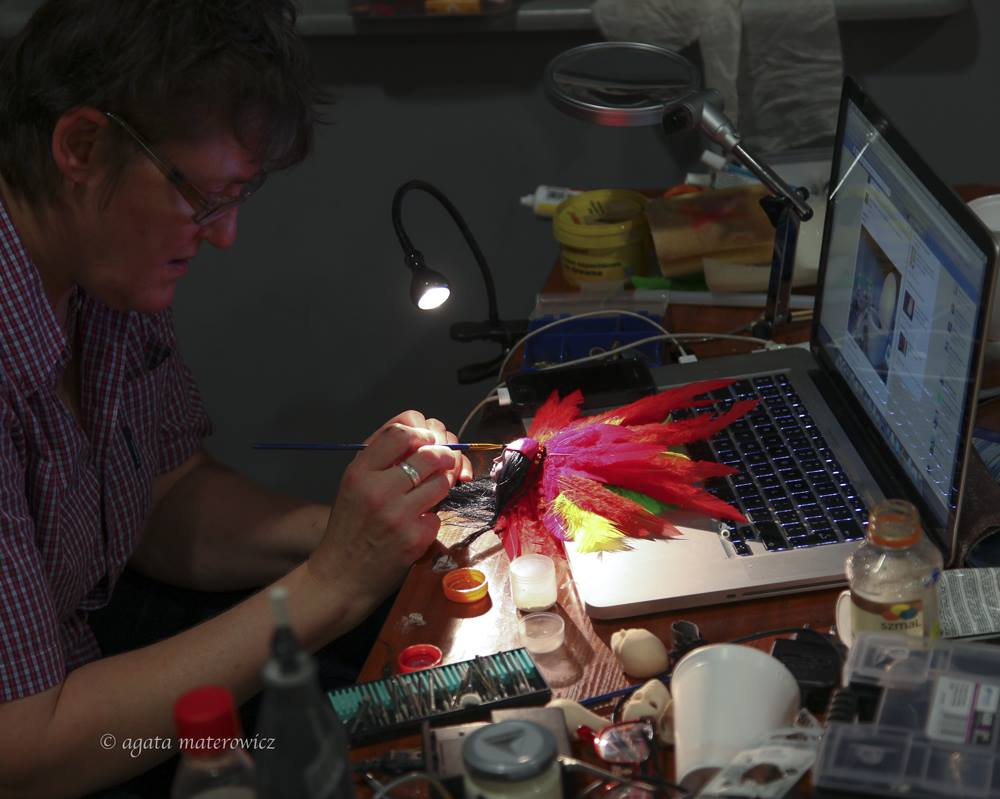
Praca na planie filmowym teledysku "Pióropusz", Natalii Kukulskiej, Łódź (2014)

- 2013 – dyplom magisterski pt. „Iluzja w sztuce – droga od malarstwa do filmu” – nominowany do tytułu najlepszego dyplomu ASP w Polsce w konkursie Dyplomy 2013
- 2012 – stypendium Ministra Szkolnictwa Wyższego za wybitne osiągnięcia artystyczne
- 2012 – stypendium artystyczne Marszałka Województwa Łódzkiego[11]
- 2011 – Nagroda Galerii Kobro w XXIX Konkursie im. Wł. Strzemińskiego[12]
- 2006 – laureatka konkursu fotograficznego pt. „Mokotów”, Warszawa
- 2007 – laureatka konkursu „Tak widzę Warszawę”. Nagrodzone zdjęcie zostało wybrane do promocji Warszawy na billboardach, citylightach i innych publikacjach w Polsce i za granicą[13][14]
- 2004 – laureatka konkursu na logo firmy ADDage.com (USA)
- 1979 – srebrny medal na Międzynarodowym Konkursie dla Dzieci Shankara Competition, New Delhi, Indie[15][16][17]

## Wystawy indywidualne
- 2013 – „Alter ego” – indywidualna wystawa fotografii. Parramatta Art Gallery Sydney – Australia – lipiec 2013[18]
- 2007 – „W cztery oczy” – Galeria Ogród – Jabłonna[19].
- 1998 – Wystawa polskiej sztuki użytkowej na targach „Formex '98” w Sztokholmie
- 1987 – „Modelinowy świat Agaty Materowicz” – Ciechanów
- 1984 – „Anna Jantar – Krok Pierwszy – Krok Ostatni”. Studencki Klub „Stodoła” – Warszawa, oraz Lublin, Łódź, Kraków. Poznań

## Wystawy zbiorowe
- 2014 – Galeria Neon „Łódź, z Łodzi”, Wrocław[20]
- 2014 – Centralne Muzeum Włókiennictwa „Prime Time”[21][22][23][24]
- 2013 – Międzynarodowy Festiwal „Sztuka i dokumentacja”[25][26] Łódź
- 2013 – „Łódź z Łodzi”. Praca pt. „Łódź murowana”, Strzegom[27]
- 2013 – wystawa prac profesorów i studentów uczestników sympozjum „Ja Tu i Teraz”[28][29][30][31], Galeria Kobro – Łódź
- 2012 – wystawa prac uczestników ArtCamp Digital Photography/ Open Air – International Summer School of Art. University of West Bohemia – Pilzno, Czechy
- 2012 – „Łódź, Miasto Transgraniczne , Sztuka Ttransmedialna” Fabryka Scheiblera, Łódź
- 2012 – wystawa laureatów XXIX Konkursu im. Wł. Strzemińskiego, Galeria Kobro Łódź, katalog: ISBN 978-83-63141-09-7
- 2012 – wystawa prac malarskich VII aukcji charytatywnej: „Ziarno Sztuki – Ogród Nadziei”. Pod patronatem Muzeum Narodowego w Warszawie, Biblioteka UW. Warszawa[32].
- 2012 – udział w projekcie: „Wyhaftuj Łódź”. Księży Młyn, Galeria Manhattan, Łódź
- 2012 – „Łódź – Miasto Transgraniczne”, Domek ogrodnika w Parku Źródliska w Łodzi
- 2012 – „Corpus” – Galeria Wolna Przestrzeń. ASP Łódź[33]
- 2011 – „Ryzyko” – Galeria Krótko i Węzłowato. Łódź
- 2007 – udział w wystawie pokonkursowej PKiN Warszawa
- 2007 – udział w pokonkursowej wystawie fotografii pt. “Mokotów” Warszawa
- 2007 – wystawa fotograficzna pt. „Janów Podlaski”, Miejski Dom Kultury w Dęblinie
- 2006 – udział w poplenerowej wystawie fotograficznej Fotoklubu RP. pt. „Janów Podlaski”, Ermitaż, Łazienki Królewskie, Warszawa, Zielona Góra, Dęblin[34]
- 2005 – „Wspomnienie lata” wystawa fotografii, Warszawa – Bemowo[35]
- 1991 – wystawa malarstwa Stowarzyszenia Twórców, Malarzy i Rzeźbiarzy, Warszawa – Stare Miasto, „Pejzaż inaczej” – Klub „Kadr” Warszawa
- 1979 – pokonkursowa wystawa laureatów konkursu malarstwa im. „Shankar'a”, New Delhi – Indie

## Publikacje
- 2014 – projekt i wykonanie scenografii i lalki do video Natalii Kukulskiej „Pióropusz”[36][37][38]
- 2013 – udział w międzynarodowym projekcie i katalogu „Remake”. Fotograficzna interpretacja „Ostatniej Wieczerzy” Leonarda da Vinci. Vancouver, Kanada
- 2013 – „Ja Tu i Teraz” – katalog międzynarodowego sympozjum Warszawa – Łódź – Mediolan, ASP Łódź, ISBN 978-83-63141-17-2
- 2010 – „Przykłady nadużycia praw autorskich przez dziennik Życie Warszawy”, „Etyka w mediach” Vol. 7: Scriptorium, ISBN 978-83-62625-02-4
- 2009 – „W oparach absurdu”, TVN Warszawa
- 2002 – „Groszek poznaje dzikie zwierzęta”, ISBN 83-7341-708-7
- 2002 – „Groszek i zwierzęta leśne”, ISBN 83-7341-706-0
- 2001 – „Groszek i zwierzęta domowe”, ISBN 83-7212-757-3
- 2001 – Eleni: „Coś z Odysa” (CD), Hellenic-Records/Pomaton EMI (modelinowe figurki członków grupy)
- 2000 – „Groszek i dzikie zwierzęta”, ISBN 83-7341-707-9
- 2000 – „Groszek – pierwsza książka przedszkolaka”
- 1991 – ilustracje do książki prof. Anny Sieradzkiej „Peleryna, tren i konfederatka. O modzie i sztuce polskiego modernizmu”, Ossolineum.